# گواپه
گواپه (به پرتغالی: Guapé) یک منطقهٔ مسکونی در برزیل است که در میناز ژرایس واقع شده‌است. گواپه ۱۴٬۲۵۸ نفر جمعیت دارد.